# Едуард Шедиви
Едуард Шедиви (слч. Eduard Šedivý — Мијава, 4. јануар 1992) професионални је словачки хокејаш на леду који игра на позицијама одбрамбеног играча.
Члан је сениорске репрезентације Словачке за коју је на међународној сцени дебитовао на светском првенству 2017. године.
Од 2016. игра за словачке ХК Кошице у словачкој екстралиги,